# 1100
1100 (MC) byl přestupný rok, který dle juliánského kalendáře započal nedělí.

## Události
- Balduin I. se stává prvním králem jeruzalémským
- Jindřich I. se stává králem Anglie
- islandský Althing rozhodl, že zákony by měly být písemně zaznamenány

## Stav světa
- Londýn má asi 20 000 obyvatel

## Narození
- 23. května – Čchin-cung, čínský císař z dynastie Sung († 14. června 1156)
- ? – Albrecht I. Medvěd, markrabě Severní marky, první markrabě braniborský a vévoda saský († 18. listopadu 1170)
- ? – Hadrián IV., 169. papež († 1. září 1159)
- ? – Al-Idrísí, andaluský geograf, kartograf, egyptolog a cestovatel († 1165/1166)
- ? – Petr Lombardský, italský teolog († 3. května 1160)
- ? – Džabir Ibn Aflach, arabský muslimský astronom a matematik († 1150)
- ? – Izjaslav III. Vasiljevič, polocký kníže († 1180)
- ? – Řehoř VIII., 173. papež († 17. prosince 1187)

## Úmrtí
- 23. února – Če-cung, Čínský císař říše Sung (* 4. ledna 1076)
- 18. července – Godefroy z Bouillonu, ochránce božího hrobu a zakladatel rodu králů jeruzalémských (* okolo 1060)
- 2. srpna – Vilém II. Ryšavý, král Anglie (* okolo 1056)
- 8. září – Klement III. (vzdoropapež), italský duchovní a vzdoropapež (* 1029)
- 22. prosince – Břetislav II., český kníže (* 1092)

## Hlavy států

### Evropa
| Název mocnosti                         | Vládce/název funkce                                  | Doba vlády              |
| -------------------------------------- | ---------------------------------------------------- | ----------------------- |
| BALKÁN                                 |                                                      |                         |
| Byzantská říše                         | Alexios I., císař                                    | 1081 – 1118             |
| Duklja                                 | Konstantin Bodin, král                               | 1081 – 1101             |
| Srbská velká župa                      | Vukan, velkokníže                                    | 1091 – 1112             |
| BRITSKÉ OSTROVY                        |                                                      |                         |
| Skotské království a Království Alba   | Edgar Skotský, král                                  | 1097 – 1107             |
| Království Man a ostrovů               | Magnus III. Norský, král                             | 1098 – 1102             |
| Anglické království                    | Jindřich I., král                                    | 1100 – 1135             |
| Gwynedd                                | Gruffudd ap Cynan, král                              | 1081 – 1137             |
| Powys                                  | Iorwerth ap Bleddyn, kníže                           | 1075 – 1103             |
| Ailech                                 | Domnall Ua Lochlainn, král                           | 1083 – 1121             |
| Airgíalla                              | Cu Caishil Ua Cerbaill, král                         | ? – 1101                |
| Breifne                                | Domnall Ó Ruairc, král                               | 1095 – 1102             |
| Connachta                              | Domnall Ua Ruairc, král                              | 1097 – 1102             |
| Leinster                               | Donnchadh mac Murchada, král                         | 1098 – 1115             |
| Meath                                  | Donnchad mac Murchada Ua Mael Sechlainn, král        | 1094 – 1105             |
| Munster                                | Muirchertach Ua Briain, král                         | 1086 – 1114             |
| Síol Anmchadha                         | Gillafin mac Coulahan, král                          | 1096 – 1101             |
| STŘEDNÍ EVROPA                         |                                                      |                         |
| České knížectví                        | Břetislav II., kníže Bořivoj II., kníže              | 1092 – 1100 1100 – 1107 |
| Svatá říše římská a Německé království | Jindřich IV., římský císař Jindřich V., německý král | 1084 – 1106 1099 – 1125 |
| Uherské království                     | Koloman Uherský, král                                | 1095 – 1116             |
| Polské království                      | Vladislav I. Herman, kníže                           | 1079 – 1102             |
| VÝCHODNÍ EVROPA                        |                                                      |                         |
| Kyjevská Rus                           | Svjatopolk II. Izjaslavič, velkokníže                | 1093 – 1113             |
| SEVER A SKANDINÁVIE                    |                                                      |                         |
| Dánské království                      | Erik I. Dánský, král                                 | 1095 – 1103             |
| Norské království                      | Magnus III. Norský, král                             | 1093 – 1103             |
| Švédské království                     | Inge I. Švédský, král                                | ? – cca 1105            |
| ITÁLIE A JIŽNÍ EVROPA                  |                                                      |                         |
| Italské království                     | Jindřich V., král a císař                            | 1098 – 1125             |
| Montferratské markrabství              | Rainer, markýz                                       | 1100 – 1136             |
| Papežský stát                          | Paschalis II., papež                                 | 1099 – 1118             |
| Spoletské vévodství                    | Werner II. Spoletský, vévoda                         | 1093 – 1119             |
| Toskánské markrabství                  | Matylda Toskánská, markýza                           | 1076 – 1115             |
| Benátská republika                     | Vitale I. Michiel, dóže                              | 1096 – 1102             |
| Vévodství Apulie a Kalábrie            | Roger Borsa, vévoda                                  | 1085 – 1111             |
| Gaetské vévodství                      | Landulf Gaetský, vévoda                              | 1091 – 1103             |
| Neapolské vévodství                    | Sergius VI. Neapolský, vévoda                        | 1077 – 1107             |
| Sicilské hrabství                      | Roger I. Sicilský, hrabě                             | 1071 – 1101             |
| Tarantské knížectví                    | Bohemund z Tarentu, kníže                            | 1088 – 1111             |
| PYRENEJSKÝ POLOOSTROV                  |                                                      |                         |
| Aragonské království                   | Petr I., král                                        | 1094 – 1104             |
| Kastilské království                   | Alfons VI. Kastilský, král                           | 1072 – 1109             |
| Barcelonské hrabství                   | Ramon Berenguer III., hrabě                          | 1082 – 1131             |
| Navarrské království                   | Petr I., král                                        | 1094 – 1104             |
| Hrabství Cerdanya                      | Vilém Jordan z Cerdagne, hrabě                       | 1095 – 1109             |
| Hrabství Urgell                        | Ermengol V., hrabě                                   | 1092 – 1102             |
| FRANCIE A ZÁPADNÍ EVROPA               |                                                      |                         |
| Francouzské království                 | Filip I. Francouzský, král                           | 1060 – 1108             |
| Hrabství Angoulême                     | William V., hrabě                                    | 1087 – 1120             |
| Akvitánské vévodství                   | Vilém IX. Akvitánský, vévoda                         | 1086 – 1127             |
| Auvergne                               | Vilém VI. Auvernský, vévoda                          | 1096 – 1136             |
| Hrabství Boulogne                      | Eustach III. z Boulogne, hrabě                       | 1087 – 1125             |
| Bretaňské vévodství                    | Alan IV. Bretaňský, vévoda                           | 1072 – 1112             |
| Burgundské vévodství                   | Odo I. Burgundský, vévoda                            | 1079 – 1103             |
| Flanderské hrabství                    | Robert II. Flanderský, hrabě                         | 1093 – 1111             |
| Gaskoňské vévodství                    | Vilém IX. Akvitánský, vévoda                         | 1086 – 1126             |
| Maine                                  | Elias I., hrabě                                      | 1093 – 1110             |
| Nevers                                 | Vilém II., hrabě                                     | 1097 – 1148             |
| Hrabství Poitou                        | Vilém IX. Akvitánský, hrabě                          | 1071 – 1126             |
| Dolní Burgundsko                       | Gerberga, hraběnka                                   | 1093 – 1112             |
| Toulouské hrabství                     | Raimond IV. z Toulouse, hrabě                        | 1094 – 1105             |
| Vermandois                             | Adelaide z Vermadois, hraběnka                       | 1085 – 1101             |
| EURASIE - KAVKAZ                       |                                                      |                         |
| Gruzínské království                   | David IV., král                                      | 1089 – 1125             |
| Království Kakheti                     | Kvirike IV., král                                    | 1084 – 1102             |

### Dálný Východ a Asie
| Název mocnosti                 | Vládce/název funkce        | Doba vlády  |
| ------------------------------ | -------------------------- | ----------- |
| Abbásovci                      | Al-Mustazhir, chalífa      | 1094 – 1118 |
| Ghaznovská říše                | Masʽud III., sultán        | 1099 – 1115 |
| Ghuridové                      | Izz al-Din Husayn, malik   | 1100 – 1146 |
| Khmérská říše                  | Nripatindravarman, král    | 1080 – 1113 |
| Khamag Mongol                  | Kaidu, vůdce               | ? – 1100    |
| ČÍNA, KOREA, JAPONSKO, VIETNAM |                            |             |
| Korjo                          | Sukjong, král              | 1095 – 1105 |
| Japonsko - Období Heian        | Horikawa, císař            | 1087 – 1107 |
| Říše Sung                      | Chuej-cung, císař          | 1100 – 1125 |
| Říše Liao                      | Daozong, císař             | 1055 – 1101 |
| Království Ta-li               | Duan Zhengchun, císař      | 1096 – 1108 |
| Západní Sia                    | Chongzong, císař           | 1086 – 1139 |
| Čampa                          | Jaya Indravarman II., král | 1086 – 1114 |
| Dynastie Lý                    | Lý Nhân Tông, císař        | 1072 – 1127 |